# Независими новини
„Независими новини“ (на сръбски: Независне новине) е всекидневник, издаван в Баня Лука, който се разпространява в Босна и Херцеговина и в някои части от региона. Вестникът е част от базираната в Баня Лука медийна компания „Дневни независими новини“, която притежава – Независими новини, Нес радио, Радио Нес Кастра и интернет портал. Вестникът е основан от Желко Копаня през 1995 г.